# Maxdata

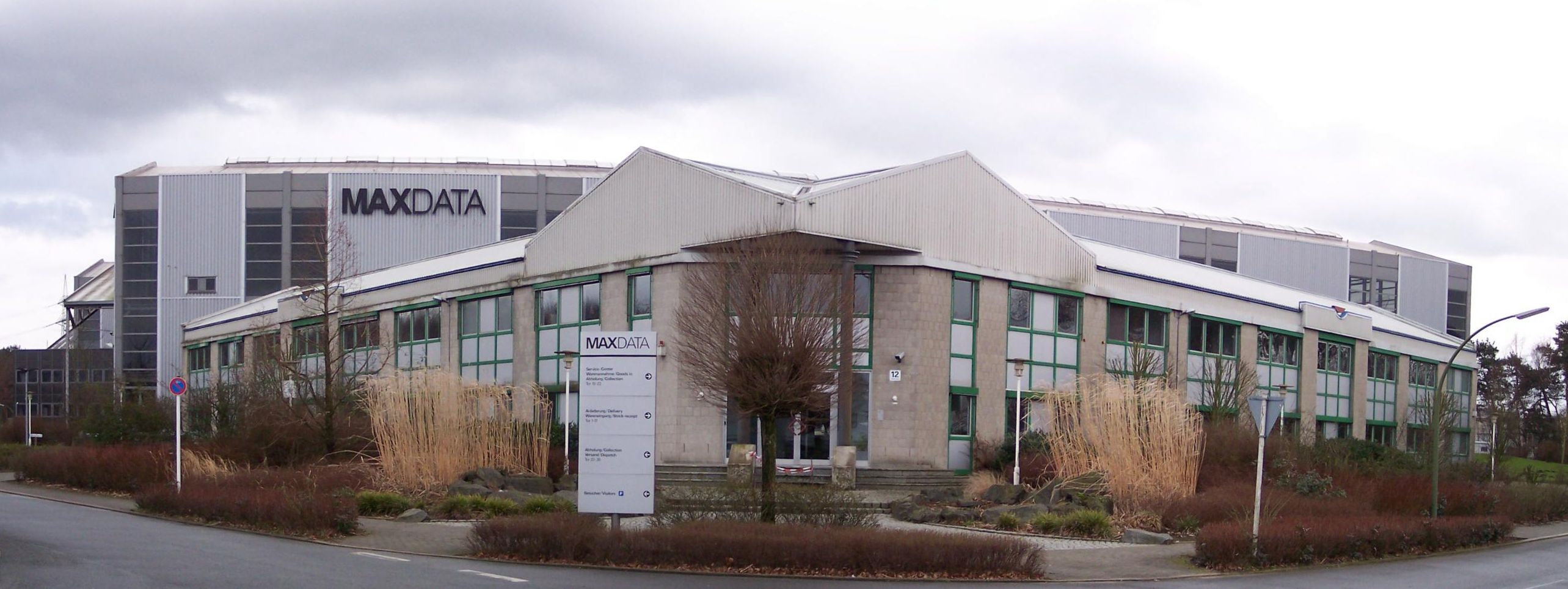
Maxdata in Marl

Maxdata (MAXDATA) war einer der größten europäischen IT-Produzenten. Das zeitweise in Deutschland börsennotierte Unternehmen wurde 1987 von Holger Lampatz gegründet und hatte Ende 2007 rund 1000 Mitarbeiter, davon etwa 450 am Unternehmenssitz in Marl. Zweitgrößter Standort war das Werk in Würselen, welches seit 2007 als Manulogs Manufacturing and Logistic Services GmbH firmiert. Im Juni 2008 und im November 2010 meldete das Unternehmen Insolvenz an. Nach der Übernahme durch die Quanmax und der Neugründung von Maxdata GmbH in Mendig erfolgte 2015 die Verschmelzung mit der XTRO IT-Solutions, die zuvor von der S&T Deutschland GmbH übernommen worden war und dann unter dieser Firma weiterbetrieben wurde. Der Name Maxdata wurde von der Omega Handelsgesellschaft übernommen.

## Produkte
Die Produktpalette umfasste u. a. Notebooks, Monitore, PCs und Server. Maxdata adressierte mit seinen Produkten ausschließlich Fachhändler (indirektes Vertriebsmodell). Insoweit konzentrierte sich das Produkt- und Serviceangebot ausschließlich an den Anforderungen gewerblicher Klientel. 
Maxdata war im Markt mit zwei voneinander unabhängigen Marken präsent: Maxdata für Server-, Mobile- sowie PC-Produkte und Belinea für den Display- und Monitor-Sektor sowie den Notebook- und Home-Sektor.

## Geschichte
Das Unternehmen wurde im Jahr 1987 als Maxdata Computer GmbH gegründet und nahm 1990 die Produktion von Personalcomputern auf. 1992 wurden Notebooks in die Produktpalette aufgenommen.
1999 kaufte das Unternehmen die Produktion von Vobis. Die Metro AG verkaufte ihre Anteile an Maxdata und es erfolgte die Umstrukturierung zur Maxdata AG. Im Jahr 2003 wurde die Maxdata-Aktie zum Prime-Standard zugelassen. Durch Restrukturierungsmaßnahmen wurde im Jahr 2006 die Anzahl der Mitarbeiter auf 900 reduziert. Am 25. Juni 2008 stellte das Unternehmen einen Insolvenzantrag aufgrund drohender Zahlungsunfähigkeit. Das zuständige Amtsgericht in Essen hatte Rechtsanwalt Winfried Andres zum Insolvenzverwalter bestellt. Im November 2008 hat er die Maxdata an die Quanmax Inc., einem Spezialisten für embedded Computing mit Sitz in Taiwan, veräußert, die dann in S&T Deutschland GmbH umfirmierte. Unter dem Markennamen Maxdata werden heute von der Omega Handelsgesellschaft in Wien spezialisierte Produkte für den B2B-Markt vertrieben. Die Monitormarke Belinea wurde von der Brunen IT Group übernommen.

### Schweiz
Die als Maxdata Computer AG in der Schweiz ansässige und damals 100-prozentige Tochter von Maxdata AG, Deutschland, war zu keiner Zeit insolvent. Durch die Schließung des Lieferwerks Würselen Ende 2008 musste ein neuer Partner gesucht werden. Ende 2008 übernahm Brunen IT die Aktienmehrheit. Die Firma wurde umbenannt in Belinea AG und positionierte sich neu mit der PC- und Notebookmarke Belinea auf dem Schweizer Markt. Alle Altgarantien aus der Maxdata-Ära wurden in der Schweiz vollumfänglich von der Belinea AG übernommen – dies im Gegensatz zu allen anderen Landesgesellschaften.  
Quanmax übernahm im November 2010 das Aktienpaket von Brunen IT und die Firma wurde in Maxdata (Schweiz) AG umbenannt. Eine Minderheit der Aktien verblieb beim Management. Seither wurde die Eigenmarke Maxdata in Linz (Österreich) von Quanmax produziert und in der Schweiz an den Fachhandel vertrieben. Am 31. Mai 2016 wurde aufgrund des schrumpfenden Absatzes die Produktion von PCs und Notebooks eingestellt und die Reste der Firma mit der Anamonox AG aus Bern verschmolzen.

## Ehemalige Aktionärsstruktur
- Siegfried Kaske 47,7 % (indirekt gehalten)
- Sonja Kaske 22,9 % (indirekt gehalten)
- Streubesitz 26,0 %
- eigene Aktien 3,4 %

(Stand: 31. Dezember 2007)